# Metileo
Metileo es una localidad del departamento Trenel, al noreste de la provincia de La Pampa, Argentina. Su zona rural se extiende también sobre los departamentos Conhelo, Maracó y Quemú Quemú.

## Población
Contó con 483 habitantes (Indec, 2010), lo que no representó cambio frente a los 483 habitantes (Indec, 2001) del censo anterior.
El censo nacional 2022 arrojó 592 habitantes y 334 viviendas.
| Gráfica de evolución demográfica de Metileo entre 1991 y 2022 |
|                                                               |
| Fuente: Censos nacionales del INDEC                           |